# Phonemanalyse
Die Phonemanalyse ist eine Methode der Phonologie zur Bestimmung des Phonems und zur Aufstellung von Phoneminventaren in Abhängigkeit von bestimmten sprachtheoretischen Annahmen.
Aussagen über den Phonemstatus sind das Ergebnis einer Phonemanalyse. Entwickelt wurde diese Methode von Vertretern der Prager Schule (v. a. Nikolai Sergejewitsch Trubetzkoy, Roman Jakobson). Grundlage jeder Phonemanalyse ist ein Korpus sprechsprachlicher Äußerungen. Jede dieser Äußerungen liegt zunächst als lautliches Kontinuum vor, das es in voneinander abgegrenzte lautliche Einheiten zu zerlegen (zu segmentieren) gilt. Bei fremden oder kaum untersuchten Sprachen kann dieser Vorgang der Segmentierung auf erhebliche Schwierigkeiten stoßen. Arbeitet ein Wissenschaftler in der eigenen oder einer ihm sehr gut bekannten Sprache, kann er sich bei der Segmentierung auf seine Erfahrung ebenso stützen wie auf seine sprachliche Intuition. Die gewonnene Segmentierung muss so eng wie möglich transkribiert, d. h. in eine Lautschrift übertragen werden, um sie der weiteren Analyse zugänglich zu machen. Am häufigsten wird dazu das Lautalphabet der International Phonetic Association genutzt.